# Вентура (Айова)
Вентура (англ. Ventura) — місто (англ. city) в США, в окрузі Серро-Гордо штату Айова. Населення — 711 особа (2020).

## Географія
Вентура розташована за координатами 43°7′44″ пн. ш. 93°27′57″ зх. д. / 43.12889° пн. ш. 93.46583° зх. д. (43.128868, -93.465914).  За даними Бюро перепису населення США в 2010 році місто мало площу 6,31 км², з яких 4,60 км² — суходіл та 1,71 км² — водойми.

## Демографія
Згідно з переписом 2010 року, у місті мешкало 717 осіб у 315 домогосподарствах у складі 215 родин. Густота населення становила 114 особи/км².  Було 377 помешкань (60/км²).
Расовий склад населення:
| - 98,3 % — білих - 0,6 % — азіатів |

До двох чи більше рас належало 0,7 %. Частка іспаномовних становила 1,3 % від усіх жителів.
За віковим діапазоном населення розподілялося таким чином: 18,5 % — особи молодші 18 років, 60,0 % — особи у віці 18—64 років, 21,5 % — особи у віці 65 років та старші. Медіана віку мешканця становила 48,3 року. На 100 осіб жіночої статі у місті припадало 106,0 чоловіків;  на 100 жінок у віці від 18 років та старших — 100,7 чоловіків також старших 18 років.
Середній дохід на одне домашнє господарство  становив 77 073 долари США (медіана — 67 422), а середній дохід на одну сім'ю — 88 475 доларів (медіана — 84 750). За межею бідності перебувало 1,2 % осіб, у тому числі 0,0 % дітей у віці до 18 років та 4,1 % осіб у віці 65 років та старших.
Цивільне працевлаштоване населення становило 447 осіб. Основні галузі зайнятості: освіта, охорона здоров'я та соціальна допомога — 27,5 %, виробництво — 12,1 %, роздрібна торгівля — 11,0 %.